# Horacio Coppola

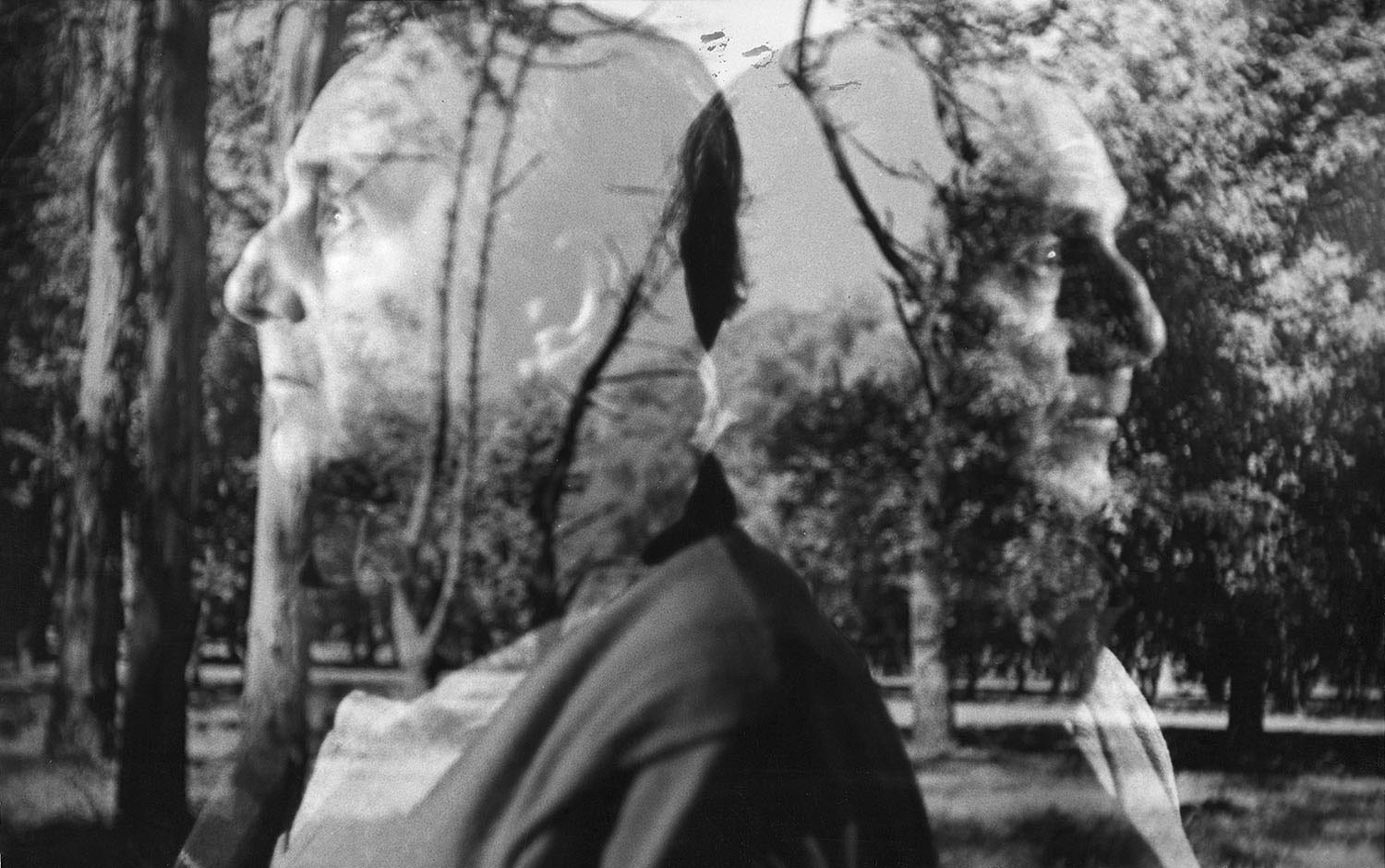
Autoporträt von Horacio Coppola im Jahr 1965, Museo Nacional de Bellas Artes.

Horacio Coppola (* 31. Juli 1906 in Buenos Aires; † 18. Juni 2012 ebenda) war ein argentinischer Fotograf. Er gehörte zusammen mit Annemarie Heinrich, Grete Stern, Anatole Saderman und Juan Di Sandro zu den Pionieren der Fotografie in Argentinien und Vertretern der Moderne.

## Leben
Im Alter von 21 Jahren lieferte er die Bilder für die Biographie über Evaristo Carriego von Jorge Luis Borges. Er beteiligte sich im Jahr 1929 an der Gründung des ersten Cine Club von Buenos Aires, dessen Präsident er war. Auf einer Europareise erwarb er eine Leica-Kamera, mit der er zeitlebens arbeitete. Während des Studiums am Bauhaus lernte er Grete Stern kennen, die er heiratete. Nach einer Ausbildung bei Walter Peterhans kehrte er zusammen mit Grete Stein 1936 nach Argentinien zurück und eröffnete sein eigenes Studio.
Er wurde mehrfach ausgezeichnet, darunter 2003 als Ciudadano Ilustre de la Ciudad de Buenos Aires.